# Амвросианская малая хроника
Амвросианская малая хроника (лат. Chronica parva Ambrosianum — написанная на латыни, исключительно краткая хроника, которая вместе с Хроникой Бургоса и Анналами Компостеллы составляет группу так называемых «Риохских летописей» (исп. Efemérides riojanas, по месту их предполагаемого создания, области Риоха). Хроника состоит из двух маленьких частей: сначала идёт список из десяти праздничных дней (с 18 января до 27 апреля), а затем — список из 17 лет, под каждым из которых упомянуто одно событие. Летоисчисление ведётся в испанской системе; таким образом, первое событие в списке (рождение Иисуса Христа) записано как 38-й год Эры. Последняя упомянутая дата — 1209-й год Эры (мученическая смерть Фомы Кентерберийского) — идёт с нарушением хронологического порядка.

## Издания
- Rerum italicarum scriptores, II (Milan: 1724), col. 1024 (под редакцией Лудовико Муратори)
- Chronica parva Ambrosianum // Espana sagrada, Tomo 23. Madrid. 1767. (под редакцией Энрике Флореса[англ.])
- Miguel Bravo Tedín. Efemerides riojanas: primera selección. — Editorial Canguro, 1992.

## Переводы на русский язык
- Амвросианская малая хроника в переводе И. Дьяконова на сайте Восточной литературы